# 卡布里斯
卡布里斯（法語：Cabris，法語發音：[kabʁis]）是法国滨海阿尔卑斯省的一个市镇，位于该省西南部，属于格拉斯区。

## 地理
卡布里斯（43°39'22"N, 6°52'25"E）面积5.43 平方千米，位于法国普罗旺斯-阿尔卑斯-蓝色海岸大区滨海阿尔卑斯省，该省份为法国东南部沿海省份，南濒地中海，西南至瓦尔省，西北接上普罗旺斯阿尔卑斯省，北部和东部与意大利接壤。
与卡布里斯接壤的市镇（或旧市镇、城区）包括：格拉斯、佩梅纳德、圣瓦利耶德蒂耶、斯佩拉塞德。
卡布里斯的时区为UTC+01:00、UTC+02:00（夏令时）。

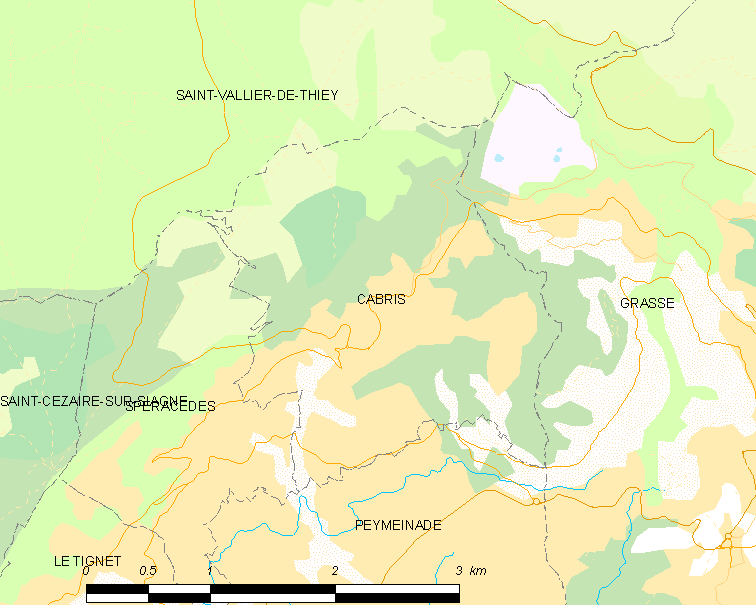
卡布里斯的OSM定位图

## 行政
卡布里斯的邮政编码为06530，INSEE市镇编码为06026。

## 政治
卡布里斯所属的省级选区为格拉斯第一县。

## 人口

1962-2008年间卡布里斯人口变化图示

卡布里斯于2022年1月1日时的人口数量为1421人。